# Назаров, Иван Абрамович
Иван Абрамович Назаров (1878—1962) — русский поэт, библиограф.

## Биография
Родился в 1878 году в мещанской семье, мать занималась подённой работой. В 1885 году умер отец. Назаров не получил даже начального образования. 
В 1887 года поступил в Суздальское приходское училище, но проучился там только три года. С 12 лет пошёл «в люди»: был переплётчиком, разносчиком книг, кровельщиком, дворником, землекопом, приказчиком в бакалейной лавке, писал вывески и декорации. Был послушником в Суздальском Спасо-Ефимиевском монастыре, а затем в Васильевском монастырях. В 1895 году поступил на бумагопрядильную и ткацкую фабрику в селе Тейково. Принимал участие в известной тейковской забастовке (1895), во время которой рабочие убили директора фабрики, и описал её в поэме «Ткачи». Упорно занимался самообразованием.
Стихи писал с 14 лет. Первое опубликованное стихотворение — «Певцу» (1899). Позже стихи Назарова печатались в журналах «Воскресенье», «Муравей», «Кормчий», в газетах «Иваново-Вознесенская жизнь», «Ивановский листок», «Русский листок». В 1908 году вышел сборник стихов и рассказов Назарова «Жизнь и песни».
В 1910 годуорганизовал в Суздале первый провинциальный кружок писателей из народа (около 100 членов) по типу Суриковского кружка в Москве.
Знакомство и дружба с поэтом М. И. Ожеговым (1898) оказало влияние на творчество Назарова. С 1929 года Назаров составлял биографический словарь поэтов и писателей из народа, в котором было собрано более тысячи биографий. Первый вариант словаря успел увидеть и одобрить Максим Горький. После смерти Назарова его архив был приобретен институтом мировой литературы имени Горького.
Назаров потерял двух сыновей на Великой Отечественной войне. В последние годы жизни был персональным пенсионером местного значения.
Умер 25 января 1962 года в Суздале. Могила поэта находится на старом суздальском кладбище. Именем Назарова названа одна из улиц города Суздаля.